# 5557 Chimikeppuko
5557 Chimikeppuko è un asteroide della fascia principale. Scoperto nel 1989, presenta un'orbita caratterizzata da un semiasse maggiore pari a 2,5399147 au e da un'eccentricità di 0,1541889, inclinata di 5,91439° rispetto all'eclittica.
L'asteroide è dedicato all'omonimo lago giapponese nei pressi di Tsubetsu.